# Apocheiridium fergusoni
Espèce
Apocheiridium fergusoni est une espèce de pseudoscorpions de la famille des Cheiridiidae.

## Distribution
Cette espèce est endémique d'Oregon aux États-Unis. Elle se rencontre dans les comtés de Harney et de Deschutes.

## Description
Les mâles mesurent de 1,21 à 1,33 mm et la femelle 1,38 mm.

## Étymologie
Cette espèce est nommée en l'honneur de Denzel Ferguson.

## Publication originale
- Benedict, 1978 : False scorpions of the genus Apocheiridium Chamberlin from western North America (Pseudoscorpionida, Cheiridiidae). Journal of Arachnology, vol. 5, p. 231-241 (texte intégral).